# Can Garriga (Maçanet de la Selva)
Can Garriga és una masia de Maçanet de la Selva (Selva) inclosa a l'Inventari del Patrimoni Arquitectònic de Catalunya.

## Descripció
Masia que consta de dues plantes; en la planta baixa, trobem quatre obertures, d'entre les quals destaca sobretot per la seva majestuositat i grandària, el portal adovellat de mig punt d'àmplies dovel·les. En el primer pis o planta noble, trobem quatre obertures, a remarcar en concret les dues de llinda monolítica, conformant un arc pla, amb muntants de pedra i ampit treballat. Presidit per un gran rellotge de sol, que conté la data d'origen de l'edifici. La finestra més propera a ell, en el dintell conté una inscripció “1564 Salvador Lleganya”. Coberta amb una teulada de vessants a laterals o a dues aigües i orientat a ponent, s'ha encastat i adherit a la masia originària, un nou cos d'edificació de dues plantes.
La masia va experimentar una ampliació, amb la construcció d'un nou cos d'edificació de dues plantes, adherit a la masia i projectat a llevant.

## Història
La primera referència que es conserva d'aquesta casa és de l'any 1564, en una inscripció que hi ha en una pedra de la façana en la qual està gravat aquest any i el nom de Salvador Lleganya. L'any 1677 apareix Francesc Riera com a senyor del Mas Garriga; al 1805 a la família Vilallonga, emparentada amb la família Conill. Aquestes eren dues famílies d'hisendats, veïns de Lloret de Mar. L'any 1840 passà a Esteve Rigoberto Estradé i Vilallonga. En el 1850 al costat de la casa antiga s'hi va construir una altra edificació, que estava destinada a casa pels amos. Més tard, per compra, passà a ser de Teresa Taussans i Siscarts, vídua d'en Jaume Andreu.
L'any 1912, va ser venuda per la quantitat de 35.000 pessetes a Manel Ciurana i Batllori, casat amb Dolors Berenguer i Capell, de Sils. A aquests, els succeí el seu fill, Feliu Ciurana i Berenguer, casat amb Maria del Puig i Mir, provinent de Cant Tarrés de Sils. La família Ciurana, abans de comprar Can Garriga, va viure com a masovera a la masia Can Puigardines de Riudarenes; després estigué a Can Soliva, d'aquest municipi de Maçanet i, últimament, abans de traslladar-se a Can Garriga l'any 1912, visqué uns anys a Can Carbonell, de Santa Seclina. Actualment, el nucli urbà de la vila de Maçanet, amb el creixement dels darrers anys, arriba justament a les terres de Can Garriga. Durant els anys 40 i part dels 50, en un cap de Can Garriga i part d'un de la veïna Ca l'Esparra, hi havia el camp de futbol del poble. Van ser uns anys en què el futbol de Maçanet visqué una de les seves millors èpoques. Al cap d'uns anys, l'Ajuntament va adquirir els terrenys on es van ubicar les instal·lacions esportives, i el primer pas va ser la construcció de l'actual camp de futbol. Des de llavors, els camps de Can Garriga i Ca l'Esparra tornaren a dedicar-se al cultiu de ferratges i cereals.